# Arkadiusz Wiśniewski (muzyk)
Arkadiusz Wiśniewski (ur. 19 sierpnia 1976 w Otwocku) – polski basista, multiinstrumentalista, wokalista, kompozytor, aranżer, autor tekstów, producent.

## Kariera muzyczna
Współpracował m.in. z Edytą Górniak, Zbigniewem Wodeckim i grupą FATUM. W 2003 rozpoczął współpracę z zespołem Czerwone Gitary w zespole zastąpił Arkadiusza Malinowskiego. W 2005 wydana została płyta Czerwone Gitary OK, którą promowała jego kompozycja "Senny szept". Piosenka zajęła 4. miejsce w plebiscycie „Przebój Lata Jedynki 2005” na festiwalu Jedynki w Sopocie. W 2010 swoją premierę miał nowy singiel zespołu "Lecz tylko na chwilę", do którego napisał tekst, a muzykę skomponował Marek Kisieliński.
W 2013 Arkadiusz Wiśniewski skomponował muzykę i napisał tekst do pastorałki "Święta". Również zajmował się aranżacją i produkcją muzyczną tej pastorałki, która znalazła się na liście piosenek świątecznych, polecanych przez Radio RMF FM.
W 2015 wydana została nowa płyta Czerwonych Gitar Jeszcze raz, na której znajdują się jego cztery kompozycje: "Jeszcze raz, pierwszy raz", "Czerwona gitara", "Gwiezdny rejs" oraz "Coś przepadło" (współkomp. z Dariuszem Olszewskim). Napisał również teksty do trzech utworów ("Coś przepadło", "Lecz tylko na chwilę", "Raz lepiej, raz gorzej"). Zajmował się realizacją dźwięku, aranżacją i produkcją muzyczną albumu Czerwone Gitary Jeszcze raz. Na płycie Czerwone Gitary Jeszcze raz zagrał również na gitarze elektrycznej, akustycznej (w piosenkach 2,5,7,8,14) na banjo, mandolinie, instrumentach klawiszowych, harmonijce jak również zajmował się programowaniem inst. perkusyjnych 

## Dyskografia
- 2005 – Czerwone Gitary OK, wyd. Pomaton EMI
- 2006 – Czerwone Gitary – Koncert jubileuszowy DVD[9]
- 2009 – Herz verschenkt (płyta nagrana i wydana w Niemczech), wyd. Sony BMG Deutschland[10]
- 2015 – Jeszcze raz, wyd. Soliton

## Single
- 2005 – Senny szept – Czerwone Gitary[11]
- 2006 – Polska to my – Czerwone Gitary
- 2007 – Wezmę cię ze sobą[12]
- 2010 – Lecz tylko na chwilę[13]
- 2013 – Święta – Czerwone Gitary[14]
- 2014 – Coś przepadło – Czerwone Gitary[15]
- 2015 – Czerwona gitara – Czerwone Gitary[16]
- 2015 – Jeszcze raz, pierwszy raz – Czerwone Gitary[17]
- 2017- Wspominam białe Święta – Czerwone Gitary[18]
- 2019 – Raz do roku – Czerwone Gitary[19]